# Corps de fructification
Un corps de fructification est un agrégat de cellules (cellules différenciées en repos capables de rester longtemps en état de vie ralenti) provenant de la migration de cellules végétatives qui forment des structures plus ou moins élaborés et diversifiés suivant les germes.